# نیروگاه خورشیدی بیرجند
نیروگاه خورشیدی بیرجند معروف به نیروگاه خورشیدی دانشگاه بیرجند (بیرجند، بهره‌برداری ۸ مهر ۱۳۹۱) یکی از نیروگاه‌های ایران از نوع خورشیدی است که با استفاده از صفحات خورشیدی (فتوولتاتیک) ساخته‌شده از سلول خورشیدی و ظرفیت تولید ۲۴ کیلووات کار می‌کند. این نیروگاه از نوع نیروگاه فتوولتائیک متصل به شبکه همراه با ردیاب خورشیدی (تراکر) (tracer) است.
در حال حاضر ظرفیت فعلی این نیروگاه  ۲۰ کیلووات است که ۱۵ کیلووات متصل به شبکه (ongrid) و ۵ کیلووات به صورت جدای از شبکه (offgrid) است که با بهره‌برداری از فاز دوم، در مجموع ۲۴ کیلووات برق تولید خواهد شد. همچنین، ردیاب خورشیدی (تراکر) که در فاز دوم نصب می‌شود توسط محققین گروه برق و کامپیوتر با همکاری گروه مکانیک دانشگاه بیرجند طراحی و اجرا شده‌است.
از سال ۱۳۹۱ تا مهر ۱۳۹۲ حدود ۳۰ مگاوات ساعت برق در این نیروگاه تولید  شده‌است.

## مشخصات فنی
- پنل خورشیدی: AriaSolar AS-M200
- اینورتر: SMA 1600 TL
- دیتالاگر: Sunny Web Box Bluetooth
- ردیاب خورشیدی: Lorentz ETATrack 600[۵]

## روزشمار ساخت و هزینه نیروگاه
این نیروگاه ۱۹ شهریور ۱۳۹۱ به طور آزمایشی به شبکه متصل شد و در ۸ مهر ۱۳۹۱ به افتتاح رسمی رسید.
برای ساخت این نیروگاه ۲۰۰ میلیون تومان از سوی معاونت علمی و فناوری نهاد ریاست جمهوری و ۵۰ میلیون  تومان از طرف دانشگاه بیرجند هزینه شده‌است.